# García Álvarez de Toledo
García Álvarez de Toledo (Villafranca del Bierzo, 29 de agosto de 1514 — Nápoles, 31 de maio de 1577) foi um militar e político espanhol, IV Marquês de Villafranca do Bierzo e Grande de Castilla. Exerceu o Vice-reinado da Catalunha.

## Biografia
Nasceu em Villafranca del Bierzo, filho de Pedro Álvarez de Toledo, maquês de Villafranca, vice-rei de Nápoles entre 1532 e 1553. Sua mãe era Juana Pimentel, marquesa de Villafranca del Bierzo. O famoso duque de Alba, Fernando Álvarez de Toledo, era seu primo-irmão. Entre seus muitos irmãos estava Eleonora de Toledo, esposa de Cosimo I, grão-duque da Toscana.
Iniciou a carreira militar sob o comando de Andrea Doria nas galés de Nápoles, como comandante de dois navios. Em 1535, já comandante de seis galés, destacou-se nas batalhas de La Goletta, Túnis, Argel, Sfax, Calibria e Mebredia. Depois disso, ele foi nomeado Capitão Geral das Galeras de Nápoles.
Ele foi Capitão Geral da expedição à Grécia, e Capitão Geral del Mar, título que recebeu em 1544 após ter lutado com Barba-Ruiva. Foi vice-rei da Catalunha entre 1558 e 1564. Em seguida, tornou-se coronel geral da infantaria do Reino de Nápoles e, finalmente, entre 1564 e 1566, vice-rei da Sicília.

Como vice-rei da Sicília, ele realizou suas duas maiores conquistas: a conquista de Peñón de Vélez de la Gomera em 1564, e o alívio do Cerco de Malta (1565). Por isso recebeu do rei Filipe II da Espanha os títulos de duque de Fernandina e príncipe de Montalbán em 24 de dezembro de 1569. Morreu em Nápoles em 1577.